# Persone di nome Adam/Calciatori
| Questa pagina contiene informazioni ricavate automaticamente dalle voci biografiche con l'ausilio del template Bio e di un bot. L'aggiornamento è periodico e automatico e ricostruisce completamente la pagina. Se manca una persona in questa lista, sei pregato di non aggiungerla, ma accertati piuttosto che la sua voce biografica contenga il template Bio e che i dati anagrafici siano correttamente compilati. Se il template Bio manca, inseriscilo tu stesso o, in alternativa, metti l'avviso {{tmp\|Bio}} che ne segnala la mancanza. Se i dati riportati sono sbagliati, correggi direttamente la voce biografica; le modifiche saranno visibili in questa lista entro pochi giorni. Per chiarimenti vedi il progetto antroponimi. La lista contiene solo le 112 persone che sono citate nell'enciclopedia e per le quali è stato implementato correttamente il template Bio. Pagina aggiornata al 22 lug 2025. |

Questa è una lista di persone presenti nell'enciclopedia che hanno il nome Adam e sono calciatori.

## A(3)
- Adam Armstrong, calciatore inglese (Newcastle, n. 1997)
- Adam Örn Arnarson, calciatore islandese (Akureyri, n. 1995)
- Adam Aznou, calciatore marocchino (Barcellona, n. 2006)

## B(7)
- Adam Bareiro, calciatore paraguaiano (Asunción, n. 1996)
- Adam Barrett, ex calciatore inglese (Dagenham, n. 1979)
- Adam Barton, calciatore nordirlandese (Blackburn, n. 1991)
- Adam Bodzek, ex calciatore polacco (Zabrze, n. 1985)
- Adam Brenkus, calciatore slovacco (Dolný Kubín, n. 1999)
- Adam Buksa, calciatore polacco (Cracovia, n. 1996)
- Adam Swandi, ex calciatore singaporiano (Singapore, n. 1996)

## C(6)
- Adam Carlén, calciatore svedese (Mariestad, n. 2000)
- Adam Chambers, ex calciatore inglese (Londra, n. 1980)
- Adam Chennoufi, ex calciatore svedese (Umeå, n. 1988)
- Adam Chicksen, calciatore zimbabwese (Milton Keynes, n. 1991)
- Adam Chrzanowski, calciatore polacco (Varsavia, n. 1999)
- Adam Clayton, calciatore inglese (Manchester, n. 1989)

## D(8)
- Adam Daghim, calciatore danese (Vanløse, n. 2005)
- Adam Danch, calciatore polacco (Ruda Śląska, n. 1987)
- Adam Danko, calciatore slovacco (n. 2003)
- Adam Davies, calciatore gallese (Rinteln, n. 1992)
- Adam Deja, calciatore polacco (Olesno, n. 1993)
- Adam Dickinson, calciatore e allenatore di calcio inglese (Liverpool, n. 1986)
- Adam Drury, ex calciatore inglese (Cottenham, n. 1978)
- Adam Dźwigała, calciatore polacco (Varsavia, n. 1995)

## E(3)
- Adam Eckersley, ex calciatore inglese (Manchester, n. 1985)
- Adam El-Abd, ex calciatore inglese (Brighton, n. 1984)
- Adam Eriksson, ex calciatore svedese (Borås, n. 1990)

## F(5)
- Adam Federici, ex calciatore australiano (Nowra, n. 1985)
- Adam Forrester, calciatore scozzese (Prestwick, n. 2005)
- Adam Forshaw, calciatore inglese (Liverpool, n. 1991)
- Adam Frizzell, calciatore scozzese (Greenock, n. 1998)
- Adam Frączczak, calciatore polacco (Kołobrzeg, n. 1987)

## G(6)
- Adam Gabriel, calciatore ceco (n. 2001)
- Adam Gaži, calciatore slovacco (Ilava, n. 2003)
- Adam Gnezda Čerin, calciatore sloveno (Postojna, n. 1999)
- Adam Goljan, calciatore slovacco (Žilina, n. 2001)
- Adam Green, ex calciatore inglese (Hillingdon, n. 1984)
- Adam Griger, calciatore slovacco (Prešov, n. 2004)

## H(4)
- Adam Hammill, ex calciatore inglese (Liverpool, n. 1988)
- Adam Henley, calciatore gallese (Knoxville, n. 1994)
- Adam Hloušek, calciatore ceco (Turnov, n. 1988)
- Adam Hložek, calciatore ceco (Ivančice, n. 2002)

## I(1)
- Adam Idah, calciatore irlandese (Cork, n. 2001)

## J(5)
- Adam Jahn, ex calciatore statunitense (El Macero, n. 1991)
- Adam Jakubech, calciatore slovacco (Prešov, n. 1997)
- Adam Johansson, ex calciatore svedese (Göteborg, n. 1983)
- Adam Johnson, ex calciatore inglese (Sunderland, n. 1987)
- Adam Jánoš, calciatore ceco (Uherské Hradiště, n. 1992)

## K(5)
- Adam Kaied, calciatore svedese (n. 2002)
- Adam Karabec, calciatore ceco (Praga, n. 2003)
- Adam Kokoszka, ex calciatore polacco (Andrychów, n. 1986)
- Adam Kopas, calciatore slovacco (Žilina, n. 1999)
- Adam Kwasnik, ex calciatore australiano (Sydney, n. 1983)

## L(4)
- Adam Ledwoń, calciatore polacco (Olesno, n. 1974 - Klagenfurt am Wörthersee, † 2008)
- Adam Legzdins, calciatore inglese (Penkridge, n. 1986)
- Adam Lundqvist, calciatore svedese (Nyköping, n. 1994)
- Adam le Fondre, calciatore inglese (Stockport, n. 1986)

## M(17)
- Adam Maher, calciatore olandese (Rotterdam, n. 1993)
- Adam Marchiev, calciatore russo (Nazran', n. 2002)
- Adam Marciniak, ex calciatore polacco (Łódź, n. 1988)
- Adam Marjam, ex calciatore kuwaitiano (n. 1957)
- Adam Marušić, calciatore montenegrino (Belgrado, n. 1992)
- Adam Masina, calciatore marocchino (Khouribga, n. 1994)
- Adam Matthews, calciatore gallese (Swansea, n. 1992)
- Adam Matuszczyk, calciatore polacco (Gliwice, n. 1989)
- Adam Matysek, ex calciatore polacco (Piekary Śląskie, n. 1968)
- Adam McGeorge, calciatore neozelandese (Rotorua, n. 1989)
- Adam McLean, calciatore scozzese (Glasgow, n. 1899 - † 1973)
- Adam Mitchell, calciatore croato (Vergoraz, n. 1996)
- Adam Moffat, ex calciatore scozzese (Glasgow, n. 1986)
- Adam Montgomery, calciatore scozzese (Livingston, n. 2002)
- Adam Morgan, calciatore inglese (Liverpool, n. 1994)
- Adam Morong, calciatore slovacco (Galanta, n. 1993)
- Adam Musiał, calciatore polacco (Wieliczka, n. 1948 - Cracovia, † 2020)

## N(3)
- Adam Najem, calciatore statunitense (Wayne, n. 1995)
- Adam Ndlovu, calciatore zimbabwese (n. 1970 - Cascate Vittoria, † 2012)
- Adam Nemec, calciatore slovacco (Banská Bystrica, n. 1985)

## O(3)
- Adam Obert, calciatore slovacco (Bratislava, n. 2002)
- Adam Ounas, calciatore francese (Chambray-lès-Tours, n. 1996)
- Adam Magri Overend, calciatore maltese (n. 2000)

## P(3)
- Adam Pazio, calciatore polacco (Wołomin, n. 1992)
- Adam Petrouš, ex calciatore ceco (Praga, n. 1977)
- Adam Priestley, calciatore gibilterriano (Gibilterra, n. 1990)

## R(6)
- Adam Randell, calciatore inglese (Plymouth, n. 2000)
- Adam Ratajczyk, calciatore polacco (Varsavia, n. 2002)
- Adam Reach, calciatore inglese (Londra, n. 1993)
- Adam Reed, calciatore filippino (Hartlepool, n. 1991)
- Adam Rooney, calciatore irlandese (Dublino, n. 1988)
- Adam Ryczkowski, calciatore polacco (Węgrów, n. 1997)

## S(6)
- Adam Sarota, calciatore australiano (Gordonvale, n. 1988)
- Adam Shaban, ex calciatore keniota (n. 1983)
- Adam James Smith, calciatore inglese (Londra, n. 1991)
- Adam Stejskal, calciatore ceco (Brno, n. 2002)
- Adam Ståhl, calciatore svedese (Malmö, n. 1994)
- Adam Sørensen, calciatore danese (Herlev, n. 2000)

## T(7)
- Adam Taggart, calciatore australiano (Perth, n. 1993)
- Adam Tanner, ex calciatore inglese (Maldon, n. 1973)
- Adam Thomas, calciatore neozelandese (Hamilton, n. 1992)
- Adam Thompson, calciatore nordirlandese (Harlow, n. 1992)
- Adam Thurston, calciatore inglese (Manchester, n. 1994)
- Adam Tučný, calciatore slovacco (Dunajská Streda, n. 2002)
- Adam Tzanetopoulos, calciatore greco (Volo, n. 1995)

## V(2)
- Adam Varadi, calciatore ceco (Frýdek-Místek, n. 1985)
- Adam Vlkanova, calciatore ceco (Hradec Králové, n. 1994)

## W(5)
- Adam Webster, calciatore inglese (Chichester, n. 1995)
- Adam Wharton, calciatore inglese (Blackburn, n. 2004)
- Adam Wikman, calciatore svedese (n. 2003)
- Adam Wilson, calciatore inglese (Ashington, n. 2000)
- Adam Wolanin, calciatore polacco (Leopoli, n. 1919 - Illinois, † 1987)

## Y(1)
- Adam Yakubu, calciatore nigeriano (Jos, n. 2005)

## Z(2)
- Adam Zadražil, calciatore ceco (Chýnov, n. 1999)
- Adam Zreľák, calciatore slovacco (Lipany, n. 1994)